# His Band and the Street Choir
His Band and the Street Choir är ett musikalbum av Van Morrison som lanserades i november 1970. Morrison hade först tänkt spela in albumet a cappella tillsammans med en sånggrupp. Flera av låtarna som kom med på skivan hade skrivits inför albumen Astral Weeks och Moondance. Den inledande låten "Domino" blev Morrisons mest framgångsrika singel i USA med en nionde placering på Billboard Hot 100-listan. Även "Blue Money" släpptes som singel och nådde plats 23. Morrison själv har uttalat sig negativt om albumet eftersom han i slutändan hade mycket liten kontroll över dess utformning.

## Listplaceringar
- Billboard 200, USA: #32[1]
- UK Albums Chart, Storbritannien: #18[2]